# Sangue blu (film 1949)
Sangue blu (Kind Hearts and Coronets) è un film del 1949 diretto da Robert Hamer. Nel film Alec Guinness interpreta nove personaggi. La trama è vagamente basata sul romanzo Israel Rank: The Autobiography of a Criminal (1907) di Roy Horniman. Si tratta di una delle più celebri commedie nere prodotte dai britannici Ealing Studios.
Il personaggio principale del film è Louis D'Ascoyne Mazzini, figlio di una donna rinnegata dalla sua famiglia aristocratica per essersi sposata al di fuori dalla sua classe sociale. Dopo la morte della madre, Louis decide di vendicarsi della famiglia e di ereditare il titolo di duca, uccidendo gli otto parenti che sono davanti a lui nella linea di successione.

## Trama
In una prigione inglese un condannato a morte è in attesa che la condanna venga eseguita. Mentre aspetta scrive le sue memorie. È un condannato speciale, un nobile: il duca Louis di Chalfont, figlio di una duchessa e di un cantante italiano, sposatisi per amore. Non ha mai vissuto tra le mura dello splendido castello dei suoi antenati e non è mai stato riconosciuto dai superbi discendenti della sua famiglia. Dopo aver visto morire la madre di stenti e di crepacuore, decide di vendicarsi della sua stirpe, uccidendone uno ad uno i componenti per poi diventare duca. Tutte le morti appaiono accidentali. Due donne accompagnano il suo percorso: Sibilla, un'amica d'infanzia che è la sua amante, avida e senza scrupoli come lo è una parte di lui, e Edith, moglie di una delle sue vittime, che è raffinata e nobile, altre due qualità in cui l'uomo si riconosce e che sogna di avere al suo fianco come duchessa di Chalfont. Raggiunto, indisturbato, il suo obiettivo, Louis diventa duca e sposa Edith. Sibilla, rosa dalla gelosia, lo denuncia per l'uccisione del marito, un uomo sbruffone e noioso che, in realtà, si è suicidato. Louis viene quindi condannato a morte per l'unico omicidio che non ha commesso, ma è un trucco di Sibilla che prima dell’esecuzione gli fa capire che esiste un biglietto di addio del marito, che farà saltare fuori se Louis si impegnerà a uccidere Edith. Louis accetta riservandosi di cambiare idea successivamente ed infatti all’uscita della prigione entrambe le donne lo aspettano. Louis le guarda pensando quale delle due dovrà uccidere. Ma poi, improvvisamente, ricorda di aver lasciato le sue memorie sul tavolo della cella.

## Critica
Il dizionario Mereghetti definisce Sangue blu una feroce satira sociale di disarmante umorismo, il dizionario Morandini «un gioiello satirico di umor nero, un po' datato».

## Doppiaggio
Nell'adattamento italiano della pellicola il cognome del protagonista ereditato dal padre è convertito in Martinez anziché Mazzini. Di conseguenza viene affermato che Louis abbia origini spagnole anziché italiane.

## Riconoscimenti
Nel 1950 il National Board of Review of Motion Pictures l'ha inserito nella lista dei migliori film stranieri dell'anno e ha premiato Alec Guinness come miglior attore.
Nel 1999 il British Film Institute l'ha inserito al sesto posto della lista dei migliori cento film britannici del XX secolo.